# The New Six
The New Six (кор. 티엔엑스, трансліт. Ti-en-ekseu, вимовляється як Ті-Ен-Екс, також використовується абревіатура TNX) — південнокорейський хлопчачий гурт, створений через шоу на виживання Loud від P Nation. Гурт складається з шести учасників: Кьонджуна, Техуна, Хьонсу, Джунхьока, Хві та Сонджуна. Вони дебютували 17 травня 2022 року з мініальбомом Way Up.

## Назва
Назва TNX розшифровується як «The New Six», посилаючись на шість учасників у дебютному складі гурту.

## Кар'єра

### 2021: Становлення черезLoud
TNX було створено через реаліті-шоу на виживання Loud телеканалу SBS, організоване JYP Entertainment і P Nation. Шоу було співпрацею між Psy і J.Y. Park, яке мало на меті сформувати 2 чоловічих гурти: однин під керівництвом JYP Entertainment і інший під керівництвом P Nation. У програмі взяли участь 75 конкурсантів з різних країн, які боролися за місце в одному із 2 гуртів. Прем'єра програми відбулася 5 червня 2021 року та виходила щосуботи о 21:00 за корейським часом на SBS. На момент фіналу гурт спочатку складалася з семи учасників, однак 24 січня 2022 року Танака Кокі залишив гурт через занепокоєння щодо того, що він занадто молодий для дебюту (на той момент йому було 13 років), у результаті чого до фінального складу увійшло шестеро хлопців. Незважаючи на це, він залишається стажером у P Nation.

### 2022: дебют ізWay Upта допомога для України
29 березня 2022 року було оголошено, що гурт називатиметься TNX (The New Six), а офіційний дебют відбудеться 17 травня. 25 квітня було оголошено, що вони дебютують з мініальбомом Way Up.
7 червня TNX на шоу Idol Olympic оголосили, що частина коштів від продажу їхнього мерчу буде спрямована на допомогу українським біженцям. Вони також розповіли про військову агресію Росії проти України та закликали фанатів долучитися до збору коштів:
|  | Тривала війна призвела до евакуації українців. Їм потрібна наша допомога, щоб безпечно почуватися та бути в безпеці. Тим, хто долучиться, ми подаруємо спеціальні призи. (...) Пожертва буде використана для безпечної евакуації та екстреної продовольчої підтримки. Будь ласка, приєднуйтесь до TNX. |

### 2023–тепер: перерва Джунхьока та перший камбек
11 січня 2023 року їхнє агентство P Nation оголосило через своє офіційне фан-кафе, що Чон Джунхьок тимчасово припиняє діяльність через проблеми зі здоров'ям. Як наслідок, TNX просуватимуться як гурт з 5 учасників на час перерви Джунхьока.
15 лютого 2023 року TNX випустили свій другий мініальбом Love Never Dies із двома титульними піснями «Love or Die» та «I Need U».
22 травня 2023 The New Six анонсували вихід їхнього третього мініальбому Boyhood, реліз якого було заплановано на 7 червня Мініальбом Boyhood вийшов у заплановану дату разом з головним синглом «Kick It 4 Now».

## Учасники
| Сценічний псевдонім | Сценічний псевдонім | Сценічний псевдонім | Справжнє ім'я | Справжнє ім'я  | Справжнє ім'я | Дата народження              | Позиція у гурті                  |
| Українською         | Латиницею           | Хангилем            | Українською   | Латиницею      | Хангилем      | Дата народження              | Позиція у гурті                  |
| ------------------- | ------------------- | ------------------- | ------------- | -------------- | ------------- | ---------------------------- | -------------------------------- |
| Техун               | Taehun              | 태훈                | Чхве Техун    | Choi Taehun    | 최태훈        | 19 листопада 2002 (22 роки)  | Лідер, вокал, головний танцюрист |
| Кьонджун            | Kyungjun            | 경준                | У Кьонджун    | Woo Kyungjun   | 우경준        | 30 серпня 2002 (22 роки)     | Репер                            |
| Хьонсу              | Hyunsoo             | 현수                | Чан Хьонсу    | Jang Hyunsoo   | 장현수        | 16 вересня 2003 (21 рік)     | Танцюрист                        |
| Джунхьок            | Junhyeok            | 준혁                | Чон Джунхьок  | Cheon Junhyeok | 천준혁        | 20 вересня 2004 (20 років)   | Вокаліст                         |
| Хві                 | Hwi                 | 휘                  | Ин Хві        | Eun Hwi        | 은휘          | 11 листопада 2004 (20 років) | Продюсер, головний репер         |
| Сонджун             | Sungjun             | 성준                | О Сонджун     | Oh Sungjun     | 오성준        | 30 серпня 2005 (19 років)    | Вокаліст, макне                  |

## Дискографія

### Мініальбоми
| Назва                                                                            | Деталі                                                                                 | Пікові позиції у чартах | Пікові позиції у чартах | Пікові позиції у чартах | Пікові позиції у чартах | Продажі                                         |
| Назва                                                                            | Деталі                                                                                 | KOR                     | JPN                     | US Heat.                | US Cur.                 | Продажі                                         |
| -------------------------------------------------------------------------------- | -------------------------------------------------------------------------------------- | ----------------------- | ----------------------- | ----------------------- | ----------------------- | ----------------------------------------------- |
| Way Up                                                                           | - Реліз: 17 травня 2022 - Лейбл: P Nation - Формат: CD, цифрове завантаження, стриминг | 9                       | –                       | –                       | –                       | - Південна Корея: 73,634                        |
| Love Never Dies                                                                  | - Реліз: 15 лютого 2023 - Лейбл: P Nation - Формат: CD, цифрове завантаження, стриминг | 5                       | 42                      | 92                      | 73                      | - Південна Корея: 84,691 - Японія: 1,449 (фіз.) |
| Boyhood                                                                          | - Реліз: 7 червня 2023 - Лейбл: P Nation - Формат: CD, цифрове завантаження, стриминг  | 6                       | 50                      | –                       | –                       | - Південна Корея: 55,119 - Японія: 797          |
| «—» релізи, що не потрапили у чарти або не були випущені у відповідних регіонах. |                                                                                        |                         |                         |                         |                         |                                                 |

### Сингли
| Назва              | Рік  | Пікові позиції | Альбом          |
| Назва              | Рік  | KOR Down.      | Альбом          |
| ------------------ | ---- | -------------- | --------------- |
| «Move» (кор. 비켜) | 2022 | 110            | Way Up          |
| «I Need U»         | 2023 | 122            | Love Never Dies |
| «Love or Die»      | 2023 | 92             | Love Never Dies |
| «Kick It 4 Now»    | 2023 | 150            | Boyhood         |

### Інші пісні в чартах
| Назва                                                    | Рік  | Пікові позиції у чартах | Альбом          |
| Назва                                                    | Рік  | KOR                     | Альбом          |
| -------------------------------------------------------- | ---- | ----------------------- | --------------- |
| «We On»                                                  | 2022 | 186                     | Way Up          |
| «180sec» (кор. 180초)                                    | 2022 | 180                     | Way Up          |
| «Burst Up» (кор. 벌써)                                   | 2022 | 189                     | Way Up          |
| «Your Favorite Melody» (кор. 작은 노래)                  | 2022 | 179                     | Way Up          |
| «Love Never Dies»                                        | 2023 | 157                     | Love Never Dies |
| «Wasn't Ready»                                           | 2023 | 152                     | Love Never Dies |
| «Slingshot»                                              | 2023 | 151                     | Love Never Dies |
| «Dda Dda Dda» (Short version) (кор. 따따따 (Short ver.)) | 2023 | 153                     | Love Never Dies |

## Відеографія

### Музичні кліпи
| Рік  | Назва           | Режисер(и)                       | Прим.  |
| ---- | --------------- | -------------------------------- | ------ |
| 2022 | «Move»          | SL8                              | [ 24 ] |
| 2023 | «I Need U»      | HOBIN                            | [ 25 ] |
| 2023 | «Love Or Die»   | HOBIN                            | [ 26 ] |
| 2023 | «Kick It 4 Now» | Bang Jae-yeob (BANGJAEYEOB FILM) | [ 27 ] |

## Нагороди та номінації
| Церемонія нагородження         | Рік  | Категорія                        | Результат | Прим.  |
| ------------------------------ | ---- | -------------------------------- | --------- | ------ |
| Genie Music Awards (GMA)       | 2022 | Нова хвиля                       | Перемога  | [ 28 ] |
| Genie Music Awards (GMA)       | 2022 | Найкращий новачок серед хлопців  | Номінація | [ 29 ] |
| K-Global Heart Dream Awards    | 2022 | Глобальна висхідна зірка         | Перемога  | [ 31 ] |
| Mnet Asian Music Awards (MAMA) | 2022 | Найкращий новий чоловічий артист | Номінація | [ 32 ] |
| Mnet Asian Music Awards (MAMA) | 2022 | Артист року                      | Номінація | [ 32 ] |
| The Fact Music Awards          | 2022 | Глобальна найгарячіша нагорода   | Перемога  | [ 33 ] |
| Seoul Music Awards (SMA)       | 2023 | Новачок року                     | Перемога  | [ 34 ] |
| Seoul Music Awards (SMA)       | 2023 | Нагорода популярності            | Номінація | [ 35 ] |
| Seoul Music Awards (SMA)       | 2023 | Спеціальна нагорода Hallyu       | Номінація | [ 35 ] |
| Hanteo Music Awards (HMA)      | 2023 | Найкращий новий чоловічий артист | Перемога  | [ 36 ] |
| Hanteo Music Awards (HMA)      | 2023 | Головна нагорода «Артист року».  | Номінація | [ 37 ] |
| Hanteo Music Awards (HMA)      | 2023 | Нагорода WhosFandom              | Номінація | [ 38 ] |

## Нотатки
1. ↑  Нагорода відзначає K-pop виконавців, які внесли свій вклад у поширення корейської культури як частина Халлю[30].